# Nivel 5 (novela)
Nivel 5 es una novela de los escritores norteamericanos Douglas Preston y Lincoln Child. Con el título original de Mount Dragon fue publicada en los EE. UU. en el año 1995 por la editorial Tor Books. En España se publicó por primera vez en el año 1997 por la editorial Plaza y Janés.

## Sinopsis
En un remoto lugar del desierto de Nuevo México, el misterioso centro de investigación de Monte Dragón lleva a cabo un ambicioso proyecto científico: una cura definitiva para una enfermedad común que puede ser grave en algunos casos. El hallazgo representaría sin duda grandes beneficios económicos para la empresa propietaria del centro así como el Premio Nobel para su equipo de investigadores. Cuando el joven científico Guy Carson recibe la oferta de trabajar allí acepta encantado por la gran oportunidad que supone para él trabajar con profesionales de primera línea mundial y participar de un descubrimiento histórico. No obstante, no sospecha que tras la aséptica y perfecta apariencia de la más avanzada tecnología se oculta un siniestro y peligroso secreto.

## Relación con la realidad
La novela advierte de los peligros de la manipulación genética y de la falta de escrúpulos de las compañías farmacéuticas para obtener beneficios.
Uno de los personajes de la novela, el hacker Mime, es un afectado por la Talidomida.